# Rhinogekko
Rhinogekko – rodzaj jaszczurek z rodziny gekonowatych (Gekkonidae).

## Zasięg występowania
Rodzaj obejmuje gatunki występujące w Iranie i Pakistanie. 

## Systematyka
Rodzaj zdefiniował w 1973 roku belgijski herpetolog Gaston-François de Witte w artykule poświęconym nowemu gekonowi z Iranu, opublikowanym na łamach Bulletin de l’Institut Royal des Sciences Naturelles de Belgique. Gatunkiem typowym jest (oryginalne oznaczenie) Rhinogekko misonnei.

### Etymologia
Rhinogekko: gr. ῥις rhis, ῥινος rhinos ‘nos, pysk’; rodzaj Gekko Laurenti, 1768.

### Podział systematyczny
Do rodzaju należą następujące gatunki:
- Rhinogekko femoralis (Smith, 1933)
- Rhinogekko misonnei de Witte, 1973